# جونيتشي كانيمارو
جونيتشي كانيمارو 金丸 淳一(بالإنجليزية: Junichi Kanemaru)‏ هو ممثل صوتي ياباني ومن مواليد محافظة ياماناشي 27 أكتوبر عام 1963.
وهو معروف بـ سونيك (سلسلة القنفذ سونيك), هاياتو كازامي فيوتشر GPX سايبر فورميولا, وكادا (أمواج المحيط) .

## الأدوار

### مسلسلات أنمي تلفزيونية
- كابتن تسوباسا - شون نيتا
- النينجات الآلية - كانجي
- هاي سكول! كيمنغومي - نوريو ريكين
- البدلة المتنقلة جاندام ZZ
- الرمية الملتهبة - يوجي تاكيها
- أنا وأختي - ماريو فيتوري
- زهرة البراري - أندرو روز
- کرایون شین-تشان - والد كازاما
- وديع بائع الحليب
- أمواج المحيط - اوكادا
- رحلات مايكي - الأمير زابون
- حكايات ما أحلاها - أمير
- روروني كنشين - كريس
- دراغون بول جي تي - كوكان سوغوروكو
- أبطال الديجيتال (الجزء الثالث) - ريو أكياما
- بوكيمون - هارلي
- سونيك إكس - سونيك
- همتارو
- ساموراي تشامبلو - الجندي الأمريكي
- القناع الزجاجي - بيتر هاميل
- سبيد غرافر
- هيتاليا: قوة المحور - راوي
- القناص نسخة 2011
- أكاتسكي نو يونا

### أدواره في ألعاب الفيديو
- سلسلة ألعاب القنفذ سونيك (1998-الوقت الحالي)  - القنفذ سونيك   .
- بروجكت زيرو - مافويو هانازوني .

## وصلات خارجية
- جونيتشي كانيمارو على موقع IMDb (الإنجليزية)
- جونيتشي كانيمارو على موقع ميوزك برينز (الإنجليزية)
- جونيتشي كانيمارو على موقع قاعدة بيانات الفيلم (الإنجليزية)
- جونيتشي كانيمارو على موقع ANN person (الإنجليزية)
- الموقع الرسمي
- شبكة أخبار الأنمي